# Байков, Лев Львович
Лев Львович Байков (1869—1938) — русский военачальник, генерал-лейтенант, участник Первой мировой войны.

## Биография
Родился 15 июня 1869 года в Изюме, сын генерал-лейтенанта Льва Матвеевича Байкова.
Образование получил в 1-м кадетском корпусе, по окончании которого 1 сентября 1888 года был принял в 1-е военное Павловское училище. Выпущен 10 августа 1889 года подпоручиком в 16-й гренадерский Мингрельский полк. Затем служил в 26-й артиллерийской бригаде. 10 августа 1893 года произведён в поручики.
В 1897 году Байков завершил по 1-му разряду прохождение курса наук в Николаевской академии генерального штаба, причём 19 мая 1897 года за успехи был произведён в штабс-капитаны. По окончании академии назначен состоять при Одесском военном округе.
22 декабря 1898 года назначен старшим адъютантом штаба 14-й пехотной дивизии и 18 апреля 1899 года произведён в капитаны. Числясь в этой должности Байков с 16 октября 1900 года по 20 октября 1901 года проходил цензовое командование ротойв 54-м пехотном Минском полку. С 22 апреля 1902 года был столоначальником Главного штаба и 6 апреля 1903 года получил чин подполковника.
23 марта 1904 года Байков был переведён в Отдельный корпус пограничной стражи и назначен начальником штаба 5-го округа, 22 апреля 1907 года произведён в полковники. С 17 июня по 13 октября 1907 года был прикомандирован к армейской пехоте и отбывал цензовое командование батальоном в 59-м пехотном Люблинском полку.
23 марта 1913 года Байков получил в командование 53-й пехотный Волынский полк.
С самого начала Первой мировой войны Байков принимал участие в боях и за отличия 16 августа 1914 года был произведён в генерал-майоры и вскоре назначен командиром 2-й бригады 71-й пехотной дивизии. В бою 7 октября 1914 года был контужен в голову, но продолжал оставаться в строю до 2 ноября, когда был эвакуирован в тыл для лечения контузии. За отличия в осенних боях был награждён мечами к ордену св. Владимира 3-й степени.
Высочайшим приказом от 24 февраля 1915 года Байкову было пожаловано Георгиевское оружие
За то, что 12-го августа 1914 г. в бою на р. Корпец командуя полком, который находился в голове колонны главных сил и был направлен для поддержки авангарда, сумел энергичным наступлением, угрожая противнику отрезать путь отступления через мост у д. Подгайцы, заставил противника не только начать отступление, но и обратиться в бегство прямо через р. Корпец.
Высочайшим приказом от 24 апреля 1915 года он был награждён орденом св. Георгия 4-й степени
За то, что в бою к югу от Перемышля с 1 по 23 октября 1914 г., предводительствуя бригадой, овладел сильно укреплёнными позициями у д. Товарня и Бложев Гурне, имевшими важное значение, и удержал их до конца боёв.
1 апреля 1915 года Байков был назначен начальником штаба 32-го армейского корпуса, с 2 ноября 1916 года командовал 115-й пехотной дивизией, а 24 июня 1917 года получил в командование 38-ю пехотную дивизию, несколько позже произведён в генерал-лейтенанты.
После Октябрьской революции Байков с чином генерального хорунжего был принят в гетманскую армию на Украине, 11 октября 1918 года назначен начальником штаба Отдельного корпуса пограничной стражи. В начале 1919 года Байков вступил в Вооружённые силы Юга России.
В начале 1920 года эвакуировался из Одессы в Салоники. С мая того же года проживал в Югославии. Скончался в Белграде 23 ноября 1938 года.

## Награды
Среди прочих наград Байков имел ордена:
- Орден Святого Станислава 3-й степени (1901 год)
- Орден Святого Станислава 2-й степени (1906 год)
- Орден Святого Владимира 4-й степени (9 апреля 1910 года)
- Орден Святого Владимира 3-й степени (14 апреля 1913 года, мечи к этому ордену пожалованы в конце 1914 года)
- Георгиевское оружие (24 февраля 1915 года)
- Орден Святого Георгия 4-й степени (24 апреля 1915 года)
- Орден Святого Владимира 2-й степени с мечами

## Литературные труды
После себя Байков оставил несколько военно-литературных трудов
- «Сборник вопросов для поверки знаний артиллерийских разведчиков» (СПб., 1910)
- «Свойства боевых элементов и подготовка войск к войне и бою» (Одесса, 1910)
- «Стратегия в эпоху Наполеона и в современные войны»
- «Боевая служба войск ночью»